# Abóbada

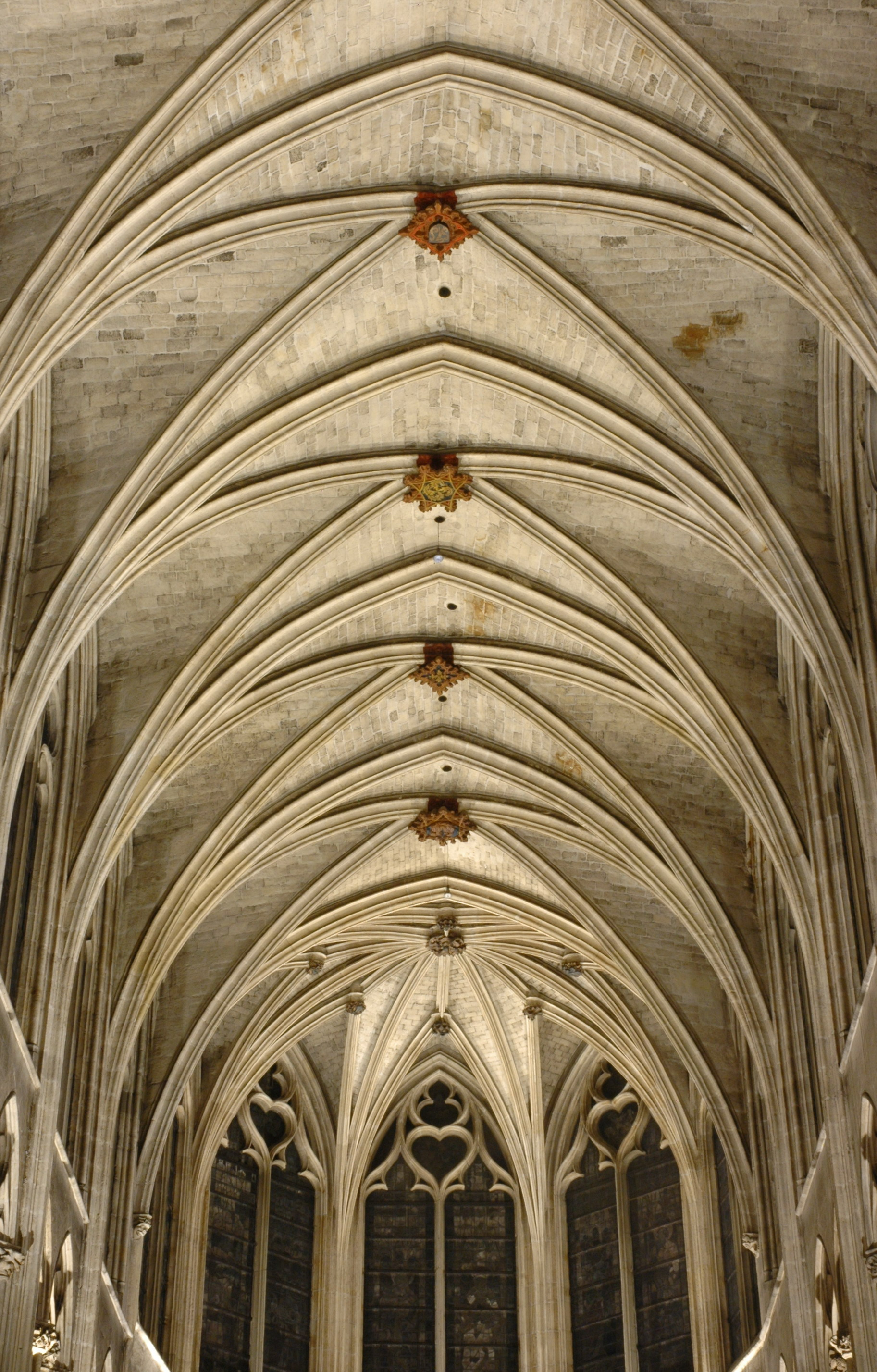
Abóbadas góticas na igreja de Saint-Séverin de Paris.

A abóbada é uma construção em forma de arco com a qual se cobrem espaços compreendidos entre muros, pilares ou colunas. Compõe-se de peças lavradas em pedra especialmente para este fim, denominadas aduelas, ou de tijolos apoiados sobre uma estrutura provisória  de madeira, o cimbre.
Embora de uso generalizado no Império Romano, a construção de abóbadas constituiu o principal problema arquitetônico da Idade Média europeia. O desafio de construí-las foi um dos fatores que impulsionaram a evolução da arquitetura ocidental.

## Evolução histórica
Os povos mesopotâmicos foram os primeiros a empregar abóbadas, que faziam de tijolos. No Egito e na Grécia a cobertura dos edifícios era feita mediante estruturas horizontais, as arquitraves, mas entre os cretenses e os micenianos já se encontravam algumas falsas abóbadas  feitas de fileiras contíguas de tijolo e pedra. Os romanos recuperaram as técnicas originárias dos povos mesopotâmicos, retomadas depois no Ocidente e também no Império Bizantino, de onde se transmitiram ao mundo islâmico.
O período românico usou principalmente a abóbada de berço, que evoluiu para a aresta e a de cruzeta até chegar à abóbada de ogivas característica do período gótico. O Renascimento recuperou os valores estéticos  da arte clássica e, com eles, a abóbada de berço.

## Tipos de abóbadas
- abóbada de aresta
- abóbada de berço ou de canhão
- abóbada geodésica
- abóbada de ogivas
- abóbada de claustro
- abóbada de combados